# زبرقان بن بدر
زَبرِقان بن بَدر تمیمی (؟ - ۶۶۵م) صحابی شاعر بود. زَبرِقان (همواره در عربی با الف و لام تعریف همراه است) لقبی است که برجای نامش شهرت یافت؛ دو وجه دارد: گویند برای زیبارویی‌اش به این واژه لقب گرفت (زبرقان از لقب‌های کرهٔ ماه در زبان عربی بوده) یا برای زردفامی عمامهٔ روزانه‌اش. تا هنگام خلافت معاویه زیست و جاحظ ذکر کرده که او بینایی‌اش را از دست داد.

## وهیبه بنت عبدالعزی
درباره وُهَیبه گفته شده که از شاعران دوره ی جاهلی بوده. همسرش زید بن میة را کُشت و در همسایگی زبرقان می‌زیست و در یکی از اشعارش، زبرقان را نام برده است. 